# Siikaniemenjärvi
Siikaniemenjärvi är en sjö i Kiruna kommun i Lappland och ingår i Kalixälvens huvudavrinningsområde.